# Penroseov trokut
Penroseov trokut je najpoznatiji grafički paradoks ili perceptivna varka. Pokazuje tri grede, koje su sastavljene pod pravim kutom, a još uvijek čine trokut. 
Očito krši nekoliko zakona euklidske geometrije. Između ostaloga taj zakon kaže da je zbroj kutova u bilo kojem trokutu 180 °. 

## Otkriće
Penroseov trokut prvi put je otkriven 1934. u radu švedskog umjetnika Reutersvärda. Njegov rad je ostao praktički do 1980-ih godina nepoznat.
Trokut se je drugi put pojavio u 1954. kad ga je matematičar Roger Penrose objavio. 

## Povezni članci
- perceptivne varke